# Lista rekordów reprezentacji Walii w rugby union
Walia zagrała pierwszy mecz międzynarodowy w 1881. Brała udział we wszystkich edycjach Home Nations, Pucharu Pięciu Narodów, Pucharu Sześciu Narodów oraz Pucharu Świata w rugby.
Lista zawiera tylko wyniki uzyskane w oficjalnych Testmeczach po pięć najwyższych wyników w każdej kategorii.

## Rekordy drużynowe
| Najwyższe zwycięstwa   | Najwyższe zwycięstwa | Najwyższe zwycięstwa          | Najwyższe zwycięstwa |
| Przewaga (wynik meczu) | Rywal                | Stadion                       | Rok                  |
| ---------------------- | -------------------- | ----------------------------- | -------------------- |
| 98 (98–0)              | Japonia              | Millennium Stadium, Cardiff   | 2004                 |
| 91 (102–11)            | Portugalia           | Universitario Lisboa, Lizbona | 1994                 |
| 74 (77–3)              | Stany Zjednoczone    | Rentschler Field, Hartford    | 2005                 |
| 74 (81–7)              | Namibia              | Yarrow Stadium, New Plymouth  | 2011                 |
| 72 (81–9)              | Rumunia              | Millennium Stadium, Cardiff   | 2001                 |

| Największe porażki   | Największe porażki           | Największe porażki                | Największe porażki |
| Strata (wynik meczu) | Rywal                        | Stadion                           | Rok                |
| -------------------- | ---------------------------- | --------------------------------- | ------------------ |
| 83 (13–96)           | Republika Południowej Afryki | Loftus Versfeld Stadium, Pretoria | 1998               |
| 57 (6–63)            | Australia                    | Ballymore Stadium, Brisbane       | 1991               |
| 57 (5–62)            | Anglia                       | Twickenham Stadium, Londyn        | 2007               |
| 52 (3–55)            | Nowa Zelandia                | Waikato Stadium, Hamilton         | 2003               |
| 51 (0–51)            | Francja                      | Wembley (stary stadion), Londyn   | 1998               |

## Rekordy indywidualne
| Najwięcej występów w prezentacji | Najwięcej występów w prezentacji | Najwięcej występów w prezentacji |
| Występy                          | Zawodnik                         | Lata gry                         |
| -------------------------------- | -------------------------------- | -------------------------------- |
| 119                              | Gethin Jenkins                   | 2002–2015                        |
| 104                              | Stephen Jones                    | 1998–2011                        |
| 100                              | Gareth Thomas                    | 1995–2007                        |
| 100                              | Martyn Williams                  | 1996–2012                        |
| 95                               | Adam Rhys Jones                  | 1996–2007                        |

| Najwięcej występów jako kapitan | Najwięcej występów jako kapitan | Najwięcej występów jako kapitan |
| Występy                         | Zawodnik                        | Lata                            |
| ------------------------------- | ------------------------------- | ------------------------------- |
| 28                              | Ieuan Evans                     | 1991–1995                       |
| 28                              | Ryan Jones                      | 2008–2012                       |
| 22                              | Colin Charvis                   | 2002–2004                       |
| 22                              | Rob Howley                      | 1998–1999                       |
| 21                              | Gareth Thomas                   | 2003–2007                       |

| Najwięcej przyłożeń | Najwięcej przyłożeń | Najwięcej przyłożeń |
| Przyłożenia         | Zawodnik            | Lata                |
| ------------------- | ------------------- | ------------------- |
| 58                  | Shane Williams      | 2000–2011           |
| 40                  | Gareth Thomas       | 1995–2007           |
| 33                  | Ieuan Evans         | 1987–1998           |
| 22                  | Colin Charvis       | 1996–2007           |
| 20                  | Gerald Davies       | 1966–1978           |
| 20                  | Gareth Edwards      | 1967–1978           |
| 20                  | Tom Shanklin        | 2001–2010           |

| Najwięcej punktów | Najwięcej punktów | Najwięcej punktów |
| Punkty            | Zawodnik          | Lata              |
| ----------------- | ----------------- | ----------------- |
| 1,049             | Neil Jenkins      | 1991–2002         |
| 917               | Stephen Jones     | 1998–2011         |
| 326               | James Hook        | 2006–2012         |
| 304               | Paul Thorburn     | 1985–1991         |
| 275               | Shane Williams    | 2000–2011         |

| Najwięcej punktów w jednym meczu | Najwięcej punktów w jednym meczu | Najwięcej punktów w jednym meczu | Najwięcej punktów w jednym meczu   | Najwięcej punktów w jednym meczu |
| Punkty                           | Zawodnik                         | Rywal                            | Stadion                            | Rok                              |
| -------------------------------- | -------------------------------- | -------------------------------- | ---------------------------------- | -------------------------------- |
| 30                               | Neil Jenkins                     | Włochy                           | Stadio Comunale di Monigo, Treviso | 1999                             |
| 29                               | Neil Jenkins                     | Francja                          | Millennium Stadium, Cardiff        | 1999                             |
| 28                               | Neil Jenkins                     | Kanada                           | Millennium Stadium, Cardiff        | 1999                             |
| 28                               | Neil Jenkins                     | Francja                          | Stade de France, Saint-Denis       | 2001                             |
| 28                               | Gavin Henson                     | Japonia                          | Millennium Stadium, Cardiff        | 2004                             |

| Hat-tricki  | Hat-tricki       | Hat-tricki        | Hat-tricki                               | Hat-tricki |
| Przyłożenia | Zawodnik         | Rywal             | Stadion                                  | Rok        |
| ----------- | ---------------- | ----------------- | ---------------------------------------- | ---------- |
| 4           | Willie Llewellyn | Anglia            | St. Helen's, Swansea                     | 1899       |
| 4           | Reggie Gibbs     | Francja           | National Stadium, Cardiff                | 1908       |
| 4           | Maurice Richards | Anglia            | National Stadium, Cardiff                | 1969       |
| 4           | Ieuan Evans      | Kanada            | Rugby Park Stadium, Invercargill         | 1987       |
| 4           | Nigel Walker     | Portugalia        | Universitario Lisboa, Lizbona            | 1994       |
| 4           | Gareth Thomas    | Włochy            | Stadio Comunale di Monigo, Treviso       | 1999       |
| 4           | Shane Williams   | Japonia           | Kintetsu Hanazono Rugby Stadium, Osaka   | 2001       |
| 4           | Tom Shanklin     | Rumunia           | Millennium Stadium, Cardiff              | 2004       |
| 4           | Colin Charvis    | Japonia           | Millennium Stadium, Cardiff              | 2004       |
| 3           | Jehoida Hodges   | Anglia            | St. Helen's, Swansea                     | 1903       |
| 3           | Johnnie Williams | Irlandia          | National Stadium, Cardiff                | 1907       |
| 3           | Mel Baker        | Francja           | Stade Olympique Yves-du-Manoir, Colombes | 1909       |
| 3           | Billy Trew       | Francja           | Stade Olympique Yves-du-Manoir, Colombes | 1909       |
| 3           | Reggie Gibbs     | Francja           | St. Helen's, Swansea                     | 1910       |
| 3           | Johnnie Williams | Irlandia          | Lansdowne Road, Dublin                   | 1910       |
| 3           | Reggie Gibbs     | Szkocji           | Inverleith, Edynburg                     | 1911       |
| 3           | Brinley Williams | Irlandia          | National Stadium, Cardiff                | 1920       |
| 3           | J.J. Williams    | Australia         | National Stadium, Cardiff                | 1975       |
| 3           | Glen Webbe       | Tonga             | FMG Stadium, Palmerston North            | 1987       |
| 3           | Ieuan Evans      | Portugalia        | Universitario Lisboa, Lizbona            | 1994       |
| 3           | Mike Hall        | Portugalia        | Universitario Lisboa, Lizbona            | 1994       |
| 3           | Ieuan Evans      | Hiszpania         | Campo Universitaria, Madryt              | 1994       |
| 3           | Gareth Thomas    | Japonia           | Free State Stadium, Bloemfontein         | 1995       |
| 3           | Wayne Proctor    | Stany Zjednoczone | Boxer Stadium, San Francisco             | 1997       |
| 3           | Byron Hayward    | Zimbabwe          | Police Grounds, Harare                   | 1998       |
| 3           | Gareth Thomas    | Japonii           | Chichibunomiya Rugby Stadium, Tokio      | 2001       |
| 3           | Colin Charvis    | Rumunia           | Millennium Stadium, Cardiff              | 2001       |
| 3           | Dafydd James     | Rumunia           | Millennium Stadium, Cardiff              | 2001       |
| 3           | Shane Williams   | Argentyna         | Estadio José Amalfitani, Buenos Aires    | 2004       |
| 3           | Tom Shanklin     | Japonia           | Millennium Stadium, Cardiff              | 2004       |
| 3           | Scott Williams   | Namibia           | Yarrow Stadium, New Plymouth             | 2011       |